# Enges
Enges és un municipi suís del cantó de Neuchâtel, situat al districte de Neuchâtel.